# اكني بوترحات (ايخدوتن)
اكني بوترحات هو دُوَّار يقع بجماعة بوزمور، إقليم الصويرة، جهة مراكش آسفي في المملكة المغربية. ينتمي الدوّار لمشيخة ايخدوتن التي تضم 10 دواوير. يقدر عدد سكانه بـ 200 نسمة حسب الإحصاء الرسمي للسكان والسكنى لسنة 2004.

## روابط خارجية
- البوابة الوطنية للجماعات الترابية
- المندوبية السامية للتخطيط